# Before I Forget (альбом Джона Лорда)
Before I Forget — сольный студийный альбом английского композитора и клавишника, участника группы Deep Purple Джона Лорда, вышедший в 1982 году. В первоначальную версию альбома вошло 8 песен, записанных без оркестра.
Большая часть песен являются либо мейнстримовыми рок-треками («Hollywood Rock & Roll», «Chance On A Feeling») или, в частности, на второй стороны, ряд очень английских классических фортепьянных баллад в исполнении семейного дуэта Вики Браун и Сэм Браун (жены и дочери рок-музыканта Джо Брауна) и вокалиста Элмера Гантри. Лорд использовал синтезаторы больше, чем раньше, главным образом, чтобы сохранить уединённость с материалом и создать атмосферу джема со старыми друзьями, такими как Тони Эштон.

## Список композиций
1. Chance On A Feeling
2. Tender Babes
3. Hollywood Rock & Roll
4. Bach Onto This
5. Before I Forget
6. Say It’s All Right
7. Burntwood
8. Where Are You
9. Going Home

Bonus Tracks:
1. Pavane
2. Lady
3. For A Friend
4. Jon Lord Interview.

## Музыканты
- Джон Лорд: фортепиано, орган, клавишные, мини-Moog
- Вики Браун: вокал (6, 11) и бэк-вокал (1, 3, 5, 6)
- Тони Эштон: вокал (3)
- Элмер Гантри: вокал (8)
- Сэм Браун: бэк-вокал (1, 3, 5, 6)
- Берни Марсден: гитара (1, 4), вокал (1)
- Мик Ральфс: гитара (3, 6)
- Нил Мюррей: бас (1, 2, 4-7)
- Боз Баррелл: бас (3)
- Иэн Пейс: барабаны (1, 5)
- Саймон Филлипс: барабаны (4, 6)
- Кози Пауэлл: барабаны (2)
- Саймон Кирк: барабаны (3)